# Книга монаха Неофита
Книга монаха Неофита (молд. ꙟнфрунтарѣ жидовилѡр) — христианский антисемитский памфлет, написанный Неофитом — предположительно, греческим монахом. Известна также под названиями «Опровержение еврейской веры», «Изуверское убийство: Разоблачения греческого монаха Неофита, бывшего иудейского раввина» и «Христианская кровь в обрядах современной синагоги». Книга является одним из источников кровавого навета на евреев в российской истории. Впервые была издана под названием «Ынфрунтаря жидовилор» (Înfruntarea jidovilor) в 1803 году на молдавском языке в Яссах от имени рождённого под именем Ноях Бельфер монаха Неофита.

## Содержание
В тексте автор утверждает, что евреи тайно употребляют кровь христиан в религиозных целях. Это делается из-за ненависти к христианам и веры в целебные свойства христианской крови. Автор пишет, что христианская кровь употребляется евреями в обрядах брака и обрезания, в покаянии и при смерти, а также в праздники Пурима и Пасхи. Автор также утверждает, что Талмуд предписывает евреям ненависть к христианам: требует проклинать их, присваивать имущество, разрушать церкви и т. п.
Общий объём текста — примерно 30 тысяч знаков.

## История

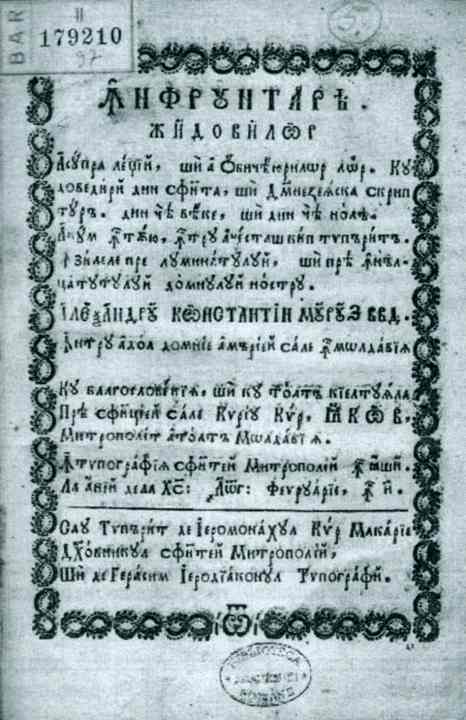
Обложка первого издания на молдавском языке

Согласно мнению сторонников «кровавого навета», монах Неофит жил во второй половине XVIII — начале XIX века. По собственному утверждению, он до 38 лет был раввином, а затем принял христианство и поступил в греческий монастырь.
По словам автора, отец в 13 лет передал ему «тайну крови» и взял клятву никому об этом не рассказывать под страхом неминуемой смерти, кроме одного из своих будущих сыновей — наиболее твёрдого в иудейской вере.
Книга от имени Неофита была издана в 1803 году на молдавском языке, а через 15 лет там же на новогреческом под заголовком «Опровержение религии евреев и их обрядов Священным Писанием Ветхого и Нового Завета». Издана на русском языке в Санкт-Петербурге в сокращённом виде в 1912 году как «Изуверское убийство: Разоблачения греческого монаха Неофита, бывшего иудейского раввина» и в 1914 году под названием «Христианская кровь в обрядах современной синагоги».
Сочинение Неофита подробно цитировалось в так называемой Записке о ритуальных убийствах 1844 года. Книга использовалась в деле Бейлиса в качестве доказательства экспертом со стороны обвинения Иустином Пранайтисом.. Также на книгу Неофита ссылались такие известные националистические публицисты как В. М. Пуришкевич и обильно цитировавший её в своей книге «Терновый венец России: История русского народа в XX веке» Олег Платонов.

## Критика
Фольклорист доктор филологических наук Александр Панченко считает, что, несмотря на совпадения с рядом польских источников, этот текст основан всё же на «несколько иной „наветной традиции“, чьи истоки следует искать в религиозной культуре православного греческого духовенства».
Взгляды Неофита критиковал востоковед (семитолог, гебраист), историк и лингвист член-корреспондент Императорской Российской академии наук Даниил Хвольсон, отмечая в книге очевидные нелепости вроде фразы «раввины, хахамы и фарисеи, кои называются у евреев хассидимами», в которой Неофит назвал раввинов и фарисеев (это течение стало общепринятым в иудаизме и исчезло как отдельное понятие ещё во II веке н. э.) хасидами. Хасиды — представители нового направления в иудаизме, появились только через 1700 лет после исчезновения фарисеев. Неофит приписывал хасидам употребление христианской крови за 500 лет до появления хасидизма. Хвольсон отмечает, что среди евреев, перешедших в христианство, было некоторое количество настоящих раввинов, но почему-то интерес и доверие российская публика проявляла только к тем выкрестам, кто клеветал на бывших единоверцев.

## Издания
- Изуверское убийство: Разоблачения греческого монаха Неофита, бывшего иудейского раввина / Пер. В. А. Комарова. — 2-е изд. — СПб., 1913.
- Книга монаха Неофита. (Христианская кровь в обрядах современной синагоги) / Перев. с греч. Македонца. — СПб.: типография А. Суворина, 1914. — 4 гравюры, 51 с.
- Монах Неофит. Христианская кровь в обрядах современной синагоги // Кровь в верованиях и суевериях человечества / Сост. В. Ф. Бойков. — М.: София, 1995. — С. 445-466. — 480 с. — 10 000 экз. — ISBN 5-87316-017-1.